# Кони-Айленд — Стилуэлл-авеню (Нью-Йоркское метро)
|   |   |   |   |         |   |   |         |   |   |   |   |   |   |   |   |
| D | · | · | D | F · <F> | · | · | F · <F> | Q | · | · | Q | N | · | · | N |

|   |   |   |   |         |   |   |         |   |   |   |   |   |   |   |   |
| D | · | · | D | F · <F> | · | · | F · <F> | Q | · | · | Q | N | · | · | N |

«Кони-Айленд — Стилуэлл-авеню» (англ. Coney Island–Stillwell Avenue) — станция Нью-Йоркского метрополитена, расположенная на линиях Уэст-Энд, Би-эм-ти, Калвер, Ай-эн-ди, Брайтон, Би-эм-ти, и Си-Бич, Би-эм-ти. Находится в Бруклине, на полуострове Кони-Айленд, на пересечении Серф-авеню со Стилуэлл-авеню. На станции останавливаются маршруты: D (круглосуточно), F (круглосуточно), <F> (в часы пик в пиковом направлении), N (круглосуточно) и Q (круглосуточно). У первой с востока островной платформы проходят поезда маршрута N, у второй — маршрута Q, у третьей — маршрутов F и <F>, а у четвёртой — маршрута D. Станция является южной конечной для всех маршрутов. Это крупнейшая надземная станция в Нью-Йорке и самый большой эстакадный терминал метро в мире. Рядом со станцией расположено депо Coney Island Yard, которое обслуживает все прилегающие маршруты.

## История
Станция была открыта 19 мая 1919 года для объединения терминалов всех железнодорожных линий, заканчивающихся на Кони-Айленде, за исключением линий Manhattan Beach Railway и LIRR.
Станция была полностью реконструирована в период с конца 2001 года. Новый терминал был открыт 23 мая 2004 года и представлял собой три островные платформы и шесть путей. Этого хватило только на три маршрута, а у маршрута N конечной ещё в течение года оставалась 86-я улица. Была достроена четвёртая платформа и ещё два пути, и 29 мая 2005 года все четыре маршрута стали заканчиваться на этой станции. Реконструкция станции была необходима: под воздействием солёной воды быстро шла коррозия несущих конструкций. Реконструкция этой станции — один из самых масштабных проектов МТА.

## Устройство терминала

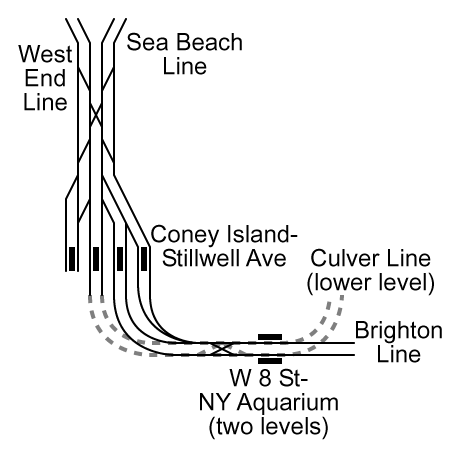
Путевое развитие терминала и прилегающих территорий. Пути пронумерованы от 1 до 8 с востока на запад

Станция расположена в нескольких сотнях метров от южного берега Бруклина, рядом с парком аттракционов «Кони-Айленд». Это крупнейшая эстакадная станция во всём метрополитене, она имеет восемь путей и четыре островных платформы, каждая из которых обслуживает свой маршрут. Над платформами оборудован высокий навес в стиле железнодорожного вокзала, покрытый солнечными батареями.
На первую с востока платформу (линия Си-Бич, маршрут N, пути 1 и 2) и четвёртую (линия Уэст-Энд, маршрут D, пути 7 и 8) поезда прибывают с севера. На вторую платформу (линия Брайтон, маршрут Q, пути 3 и 4) и третью (линия Калвер, маршруты F и <F>, пути 5 и 6) поезда прибывают с юга, с ветки, подходящей к станции с восточного направления (на предыдущей станции Уэст Восьмая улица — Нью-Йоркский аквариум пути двух линий проходят один над другим; по дороге сюда они оказываются почти на одном уровне — третья платформа расположена несколько ниже, чем вторая).
Все пути, кроме двух самых западных, проходят станцию насквозь, хотя все они используются как конечные. В истории этой станции были периоды, когда она использовалась как сквозная, и тогда поезд шёл с линии Брайтон на линию Си-Бич с остановкой на пути 1, а обратно — на пути 4.
В качестве «сквозной» станцию на протяжении всей её истории использовали два маршрута:
- BMT 7, который работал в летнее время по воскресеньям с 1924 по 1952 год и следовал до Франклин-авеню по линии Франклин-авеню, ныне используемой только челноком.
- NX, получивший название «супер-экспресс», так как пропускал девять подряд идущих станций, и работавший в часы пик в 1967—1968 годах.

## Галерея

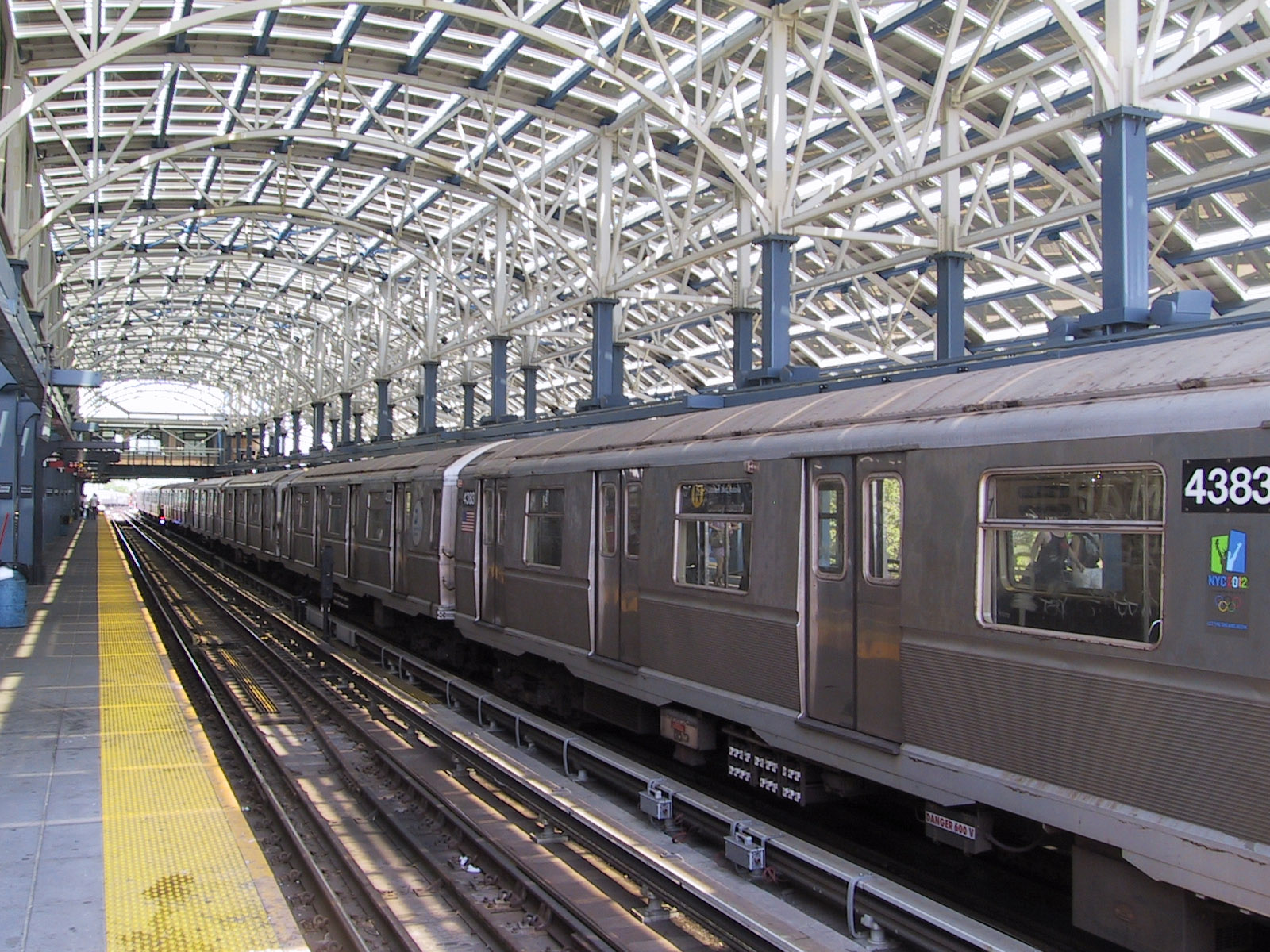
Вид с платформы
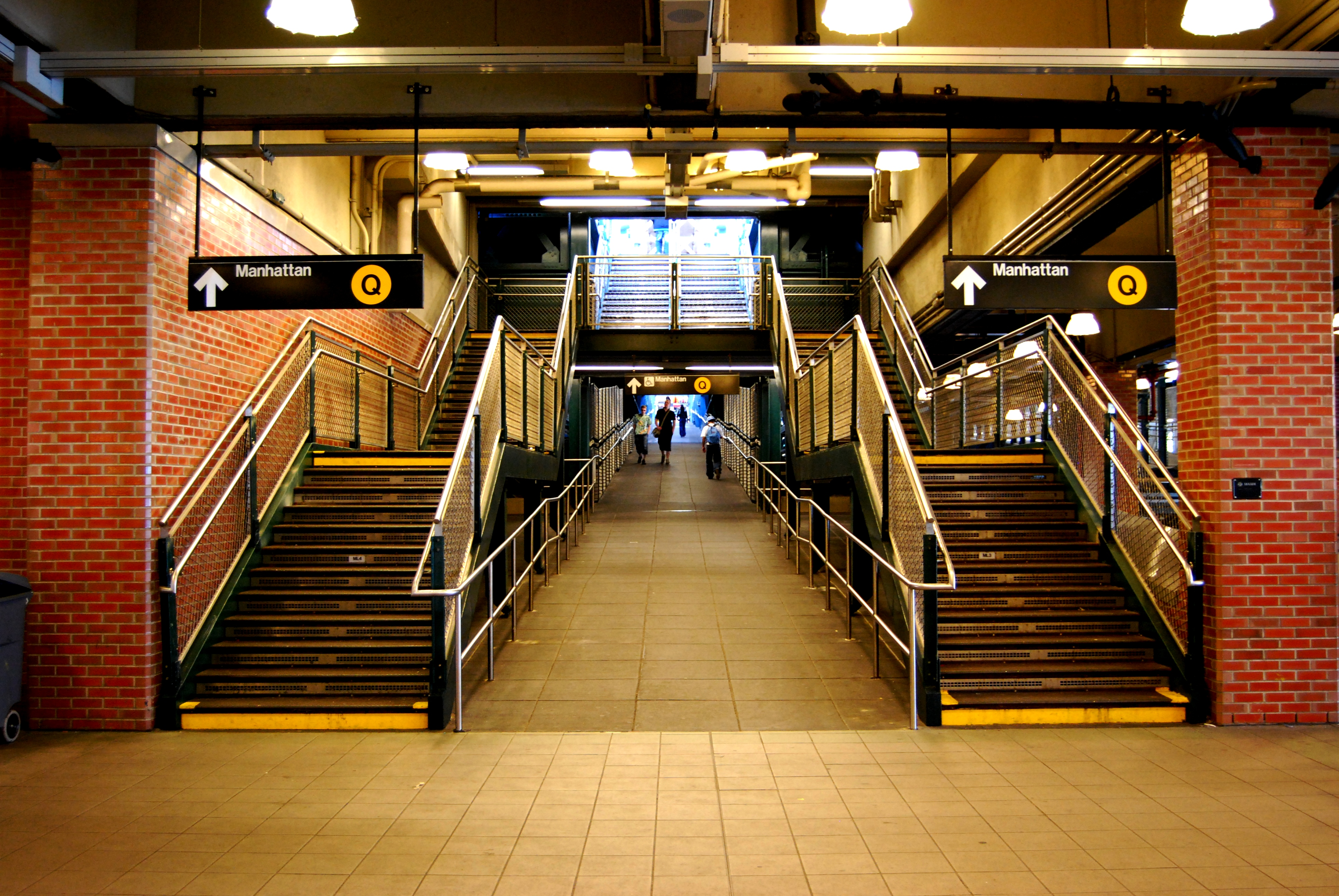
Пандус, ведущий на одну из платформ
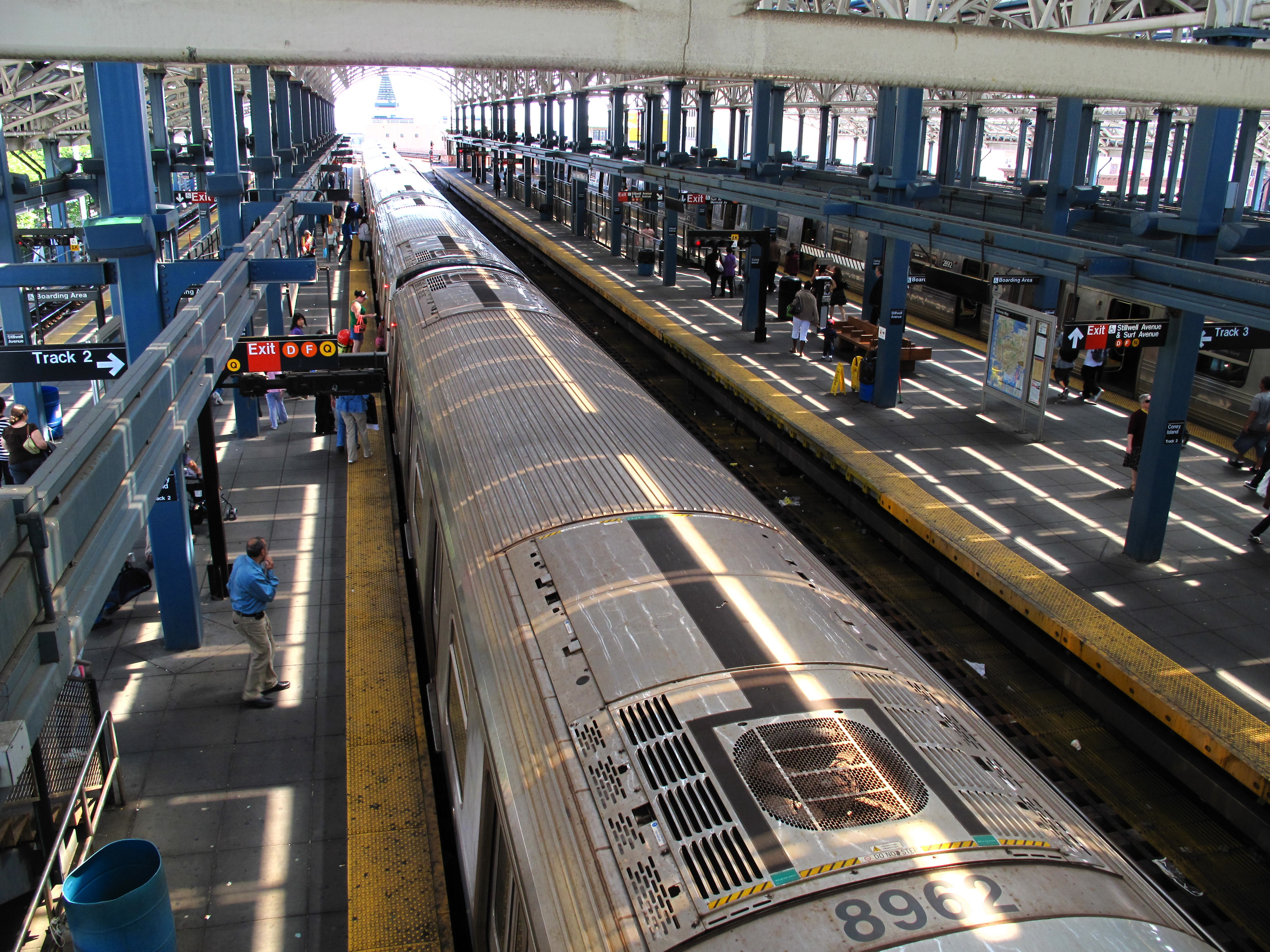
Вид с перехода между платформами
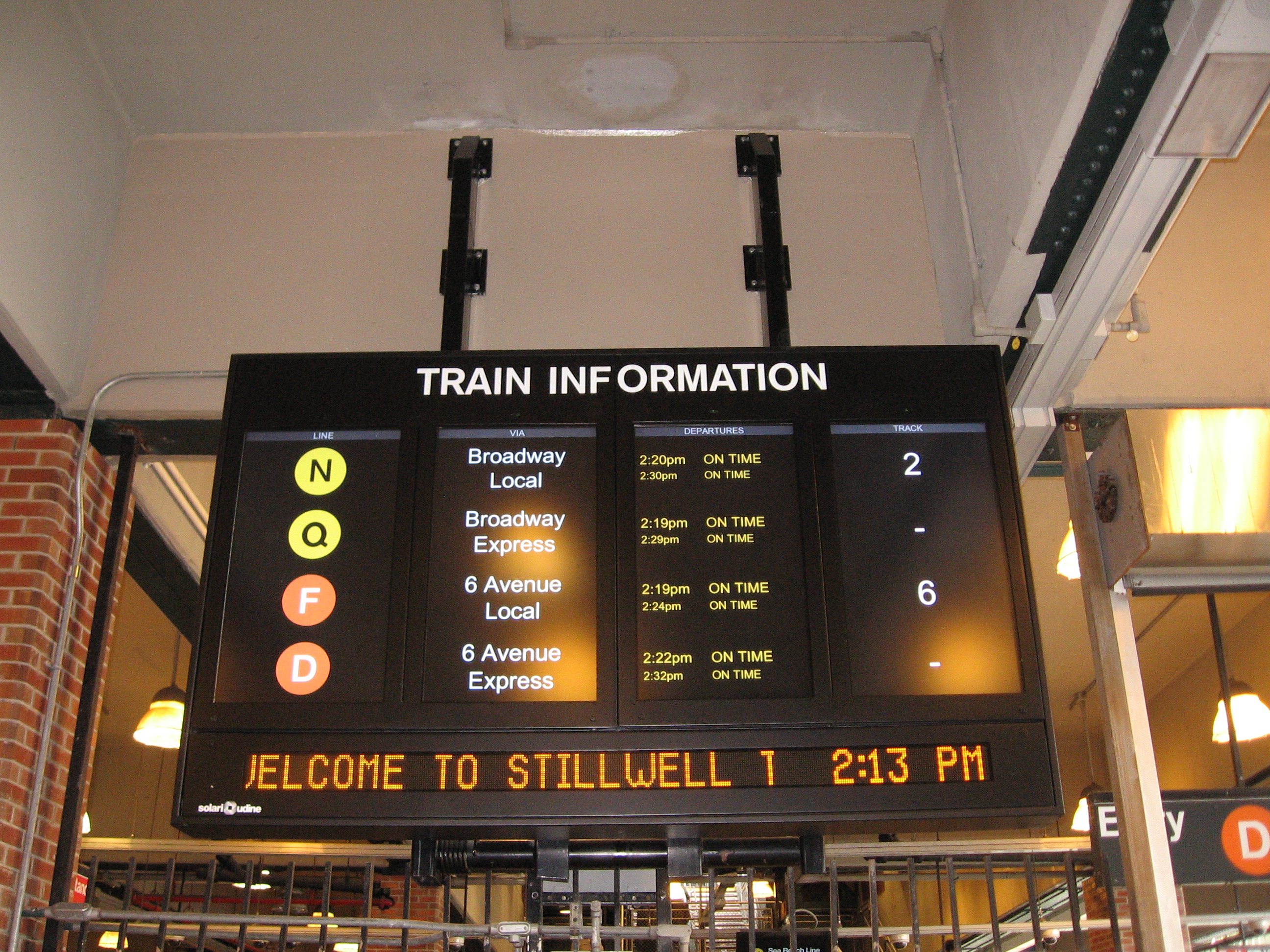
Табло, показывающее время отправления поездов
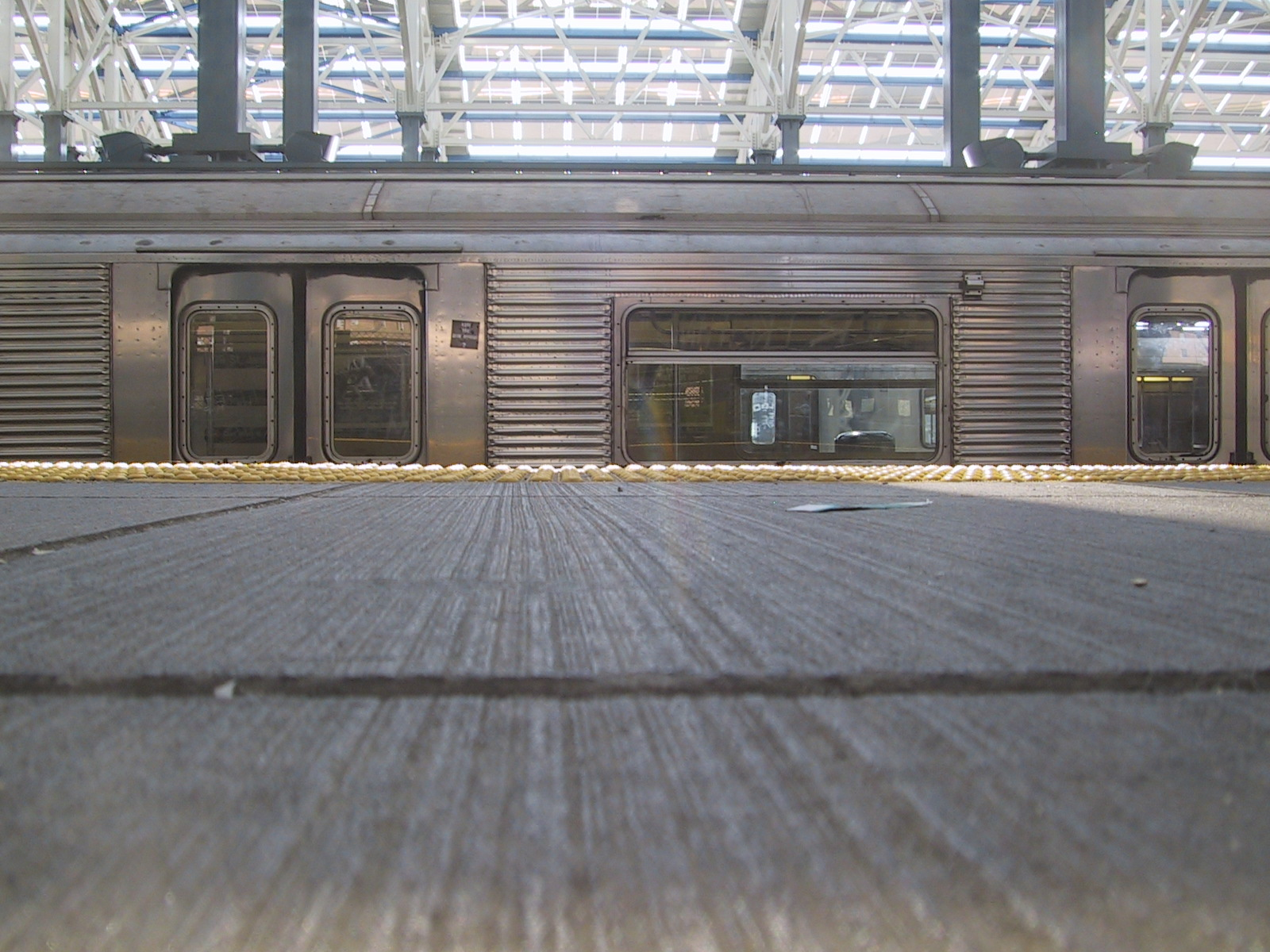
Разница в высоте платформ
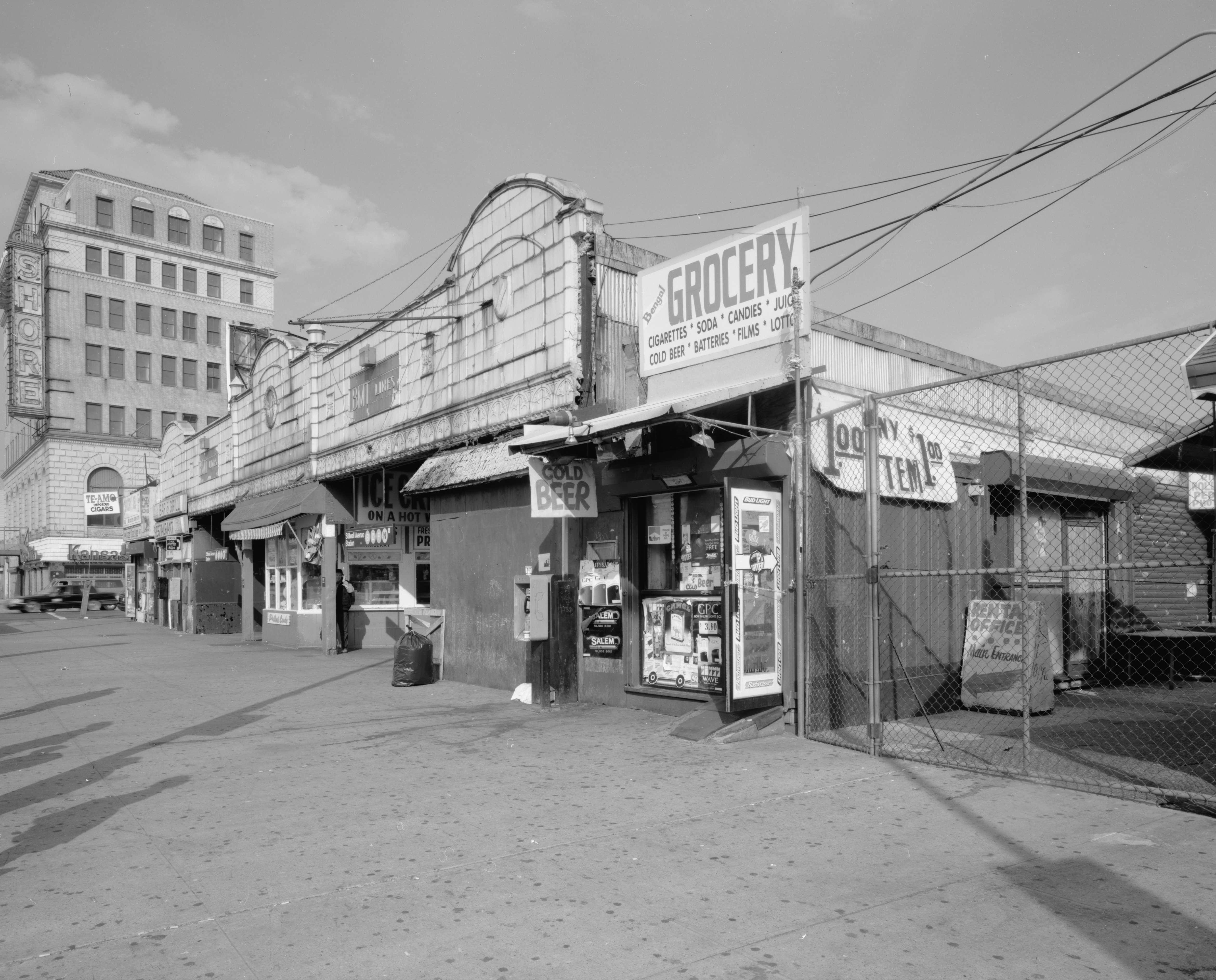
Здание станции до реконструкции